# 프랭크 휘틀

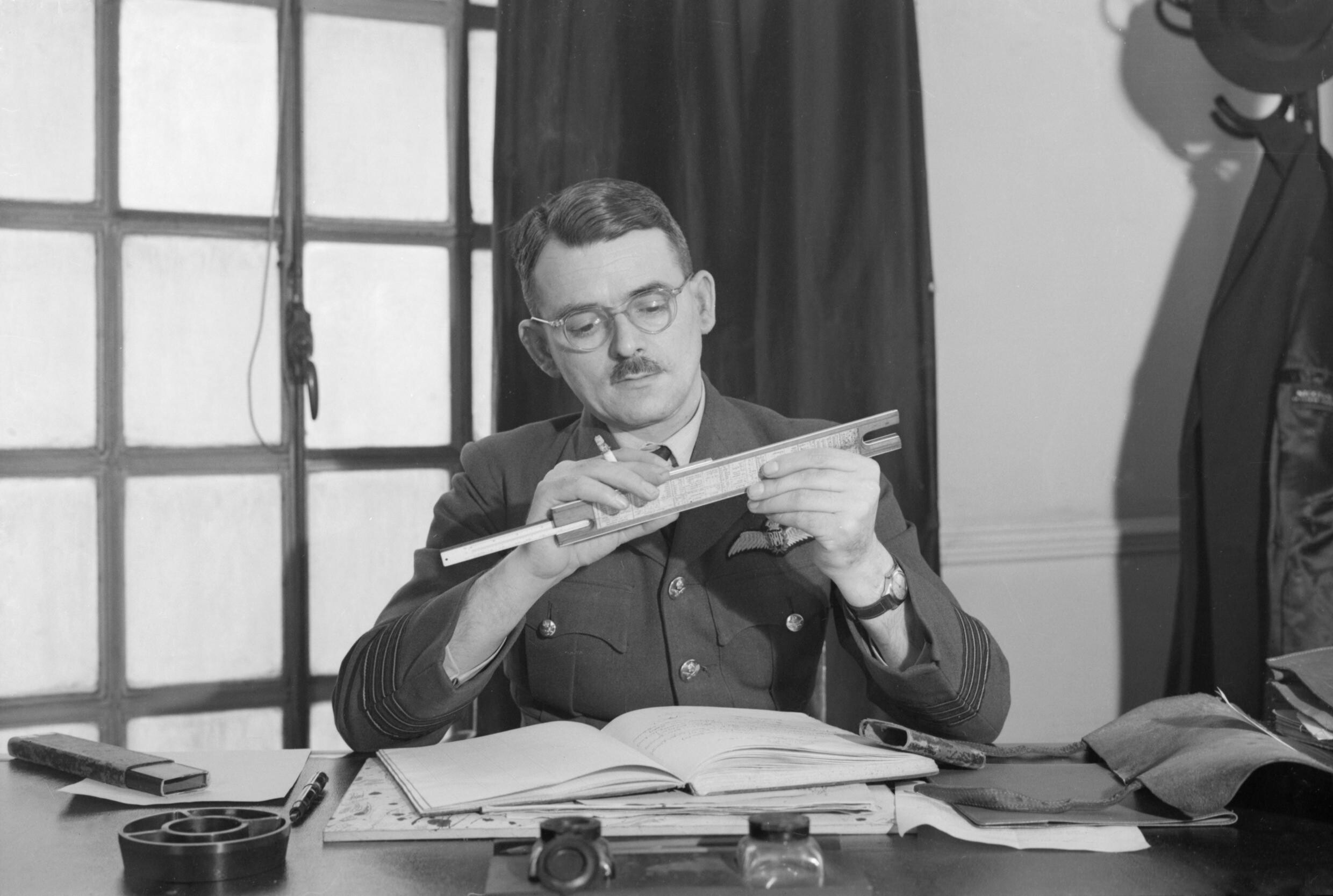

공군 제독 프랭크 휘틀 경 (Sir Frank Whittle, OM , KBE , CB , FRS , FRAeS  (1907년 6월 1일 – 1996년 8월 8일)는 영국의 엔지니어, 발명가 및 영국 공군 (RAF) 공군 장교이다. 그는 터보제트 엔진을 발명한 것으로 알려져 있다. 휘틀의 제트 엔진은 최초의 작동 가능한 터보제트 엔진을 설계한 독일의 한스 폰 오하인보다 몇 년 앞서 개발되었다.
어린 시절부터 휘틀은 공학에 대한 적성과 비행에 대한 관심을 보였다. 처음에 그는 RAF로부터 거절당했지만 입대하기로 결심한 그는 자신의 신체적 한계를 극복하고 승인을 받아 2번 기술 훈련 학교로 보내져 Cranwell Aircraft Apprentices의 1번 비행대에 합류했다. 그는 항공기 엔진의 이론을 배웠고 엔지니어링 워크샵에서 실질적인 경험을 얻었다. 항공기 견습생으로서 그의 학문적이고 실용적인 능력은 그에게 Cranwell 의 장교 훈련 과정에서 한 자리를 차지했다. 그는 학업에 뛰어났고 뛰어난 조종사가 되었다. 논문을 작성하는 동안 그는 터보제트 엔진의 탄생으로 이어진 기본 개념을 공식화하여 1930년 자신의 설계에 대한 특허를 받았다. 그는 장교 공학 과정에서 수행한 성과로 케임브리지 Peterhouse의 추가 과정에서 일등석으로 졸업했다.
항공부의 지원 없이 그와 두 명의 퇴역한 RAF 군인은 영국 Thomson-Houston 회사의 지원을 받아 엔진을 제작하기 위해 Power Jets Ltd를 설립했다. 제한된 자금에도 불구하고 프로토타입이 만들어졌으며 1937년에 처음 실행되었다. 더 많은 엔진을 개발하기 위한 계약과 함께 이 성공에 따라 공식적인 관심이 생겼지만 계속되는 스트레스는 휘틀의 건강에 심각한 영향을 미치고 결국 1940년 신경쇠약을 초래했다. 1944년 Power Jets가 국유화되었을 때 그는 다시 신경 쇠약을 겪었고 1946년 이사회에서 사임했다.
1948년 휘틀은 RAF에서 은퇴하고 기사 작위를 받았다. 그는 Shell에서 엔지니어링 전문가로 일하기 전에 기술 고문으로 BOAC에 합류한 후 Bristol Aero Engines에서 근무했다. 1976년 미국으로 이주한 후 그는 1977년부터 1979년까지 미국 해군사관학교의 NAVAIR 연구 교수직을 수락했다. 1996년 8월, 휘틀은 메릴랜드주 콜롬비아에 있는 자택에서 폐암으로 사망했다.  2002년에 휘틀은 BBC 여론 조사에서 가장 위대한 영국인 100 인 중 42위에 올랐다.

## 어린 시절
휘틀은 1907년 6월 1일 영국 코번트리 얼스던 뉴컴 로드의 계단식 집에서 모세 휘틀과 사라 앨리스 갈릭의 장남으로 태어났다. 그가 9살이 되었을 때 가족은 매우 독창적인 실용적인 엔지니어이자 정비사인 그의 아버지가 몇 개의 선반과 기타 도구로 구성된 Leamington Valve와 Piston Ring Company를 구입한 인근의 Royal Leamington Spa 마을로 이사했다. 휘틀은 항공에 대한 초기 관심과 함께 반항적이고 모험적인 행진을 발전시켰다.
Milverton School에 다니는 2년 후, 휘틀은 중등 학교에 장학금을 받았고 그 학교는 곧 Leamington College for Boys가 되었지만 그의 아버지의 사업이 휘청거리자 그를 그곳에 머물게 할 충분한 돈이 없었다. 그는 아버지의 워크샵을 도우면서 실용적인 엔지니어링 기술을 빠르게 개발했으며 열성적인 독자가 되어 여가 시간의 대부분을 Leamington 참조 도서관에서 천문학, 공학, 터빈 및 비행 이론에 대해 읽으며 보냈다. 조종사가 되기로 결심한 15세에 휘틀은 RAF에 지원했다.

## 영국 공군에 입대
1923년 1월 RAF 입학 시험에 높은 점수로 합격한 휘틀은 RAF Halton에 항공기 견습생으로 보고했다. 그는 키가 5피트에 불과했고 가슴둘레가 작아 의료에 실패했다. 그런 다음 그는 Halton의 체육 강사가 고안한 격렬한 훈련 프로그램과 특별 식단을 통해 자신의 체격을 구축했지만, 6개월 후에 다시 실패했지만, 그의 키와 가슴에 3인치를 추가했다. 주저하지 않고 그는 다시 가명으로 지원했고 RAF Cranwell 2 기술 교육 학교의 후보자로 자신을 소개했다. 이번에 그는 신체검사를 통과했고 그해 9월 364365 Boy 휘틀, F는 RAF Cranwell의 No. 4 Apprentices Wing의 No. 1 Squadron에서 항공기 정비사로서 3년 훈련을 시작했다. 기술 교육의 인원은 그 당시 모든 항공기 견습생을 수용할 수 없었다.
Royal Air Force College에 입학한 소수의 견습생 중 휘틀은 1928년 21세의 나이로 졸업하고 7월에 조종사로 임관 했다.  그는 학급에서 2위에 올랐고, 논문으로 Andy Fellowes Memorial Prize for Aeronautical Sciences를 수상했으며 "평균 이상" 조종사로 묘사되었다. 그러나 그의 비행 일지에는 과시와 과신에 대한 빨간색 잉크 경고가 많이 표시되어 있으며 Armstrong Whitworth Siskin에서 위험한 비행으로 인해 그는 기말 비행 대회에서 실격되었다.

## 터보제트 엔진 개발
휘틀은 논문 작업 후에도 모터제트 원리에 대한 연구를 계속했지만 추가 계산에서 동일한 추력을 가진 기존 엔진만큼 무게가 나갈 것이라는 사실이 밝혀졌을 때 결국 이를 포기했다. 그는 문제를 숙고하면서 "왜 피스톤 엔진을 터빈으로 대체하지 않는가?"라고 생각했다. 버너에 압축 공기를 공급하기 위해 피스톤 엔진을 사용하는 대신 터빈을 사용하여 배기 가스에서 일부 동력을 추출하고 슈퍼차저에 사용되는 것과 유사한 압축기를 구동할 수 있다. 나머지 배기 추력은 항공기에 동력을 공급할 것이다.
1929년 말 휘틀은 지휘관의 격려를 받아 자신의 개념을 항공부 에 보내 그들이 관심을 가질 만한지 알아보았다. 주제에 대한 지식이 거의 없는 상태에서 그들은 그 주제에 대해 글을 쓰고 Griffith에게 그 논문을 전달한 유일한 다른 사람에게 눈을 돌렸다. 그리피스는 휘틀의 "단순한" 디자인이 실제 엔진에 필요한 종류의 효율성을 결코 달성할 수 없다고 확신한 것 같다. 휘틀의 계산 중 하나의 오류를 지적한 후 그는 원심 설계가 항공기에서 사용하기에는 너무 크며 제트를 직접 동력으로 사용하는 것은 오히려 비효율적이라고 언급했다. RAF는 설계가 "실용 불가능"하다고 언급하면서 휘틀에게 자신의 의견을 반환했다.

### 파워 제트 주식 회사
캠브리지에서 휘틀은 1935년 1월에 만료되는 제트 엔진 특허에 대한 갱신 비용 5파운드를 감당할 수 없었고, 항공부가 지불을 거부했기 때문에 특허가 만료되도록 허용되었다. 그 직후 5월에 그는 1920년대에 크랜웰과 1930년에 펠릭스스토에서 그와 함께 있었던 Rolf Dudley-Williams 로부터 우편물을 받았다. Williams는 휘틀과 그 자신, 그리고 또 다른 은퇴한 RAF 군인 James Collingwood Tinling 과의 만남을 주선했다. 두 사람은 개발을 진행할 수 있도록 공공 자금을 모으기 위해 휘틀을 대신하여 행동할 수 있는 파트너십을 제안했다. 휘틀은 그의 독창적인 아이디어에 대한 개선 사항이 특허를 받을 수 있다고 언급하면서 "그것의 장점은 전적으로 극도로 가벼운 무게에 있으며 대기 밀도가 매우 낮은 고도에서도 작동할 것"이라고 지적했다. 이 그룹이 제트 추진 비행기를 개발하려고 함에 따라 세 가지 잠정 사양이 제출되었다.
1936년 1월 27일, 교장은 "4자 협정"에 서명하여 " Power Jets Ltd"를 설립하여 1936년 3월에 설립되었다. 당사자는 OT Falk & Partners, Air Ministry, 휘틀, 그리고 Williams와 Tinling이었다. Falk는 Whyte가 회장으로, Bonham-Carter가 이사로 Power Jets 이사회에서 대표되었다(Bramson이 대체  ). 휘틀, Williams 및 Tinling은 Falk 및 Partners가 18개월 이내에 추가로 £18,000를 선택할 수 있는 옵션과 함께 £2,000를 지불하는 대가로 회사의 49% 지분을 보유했다.  휘틀은 여전히 정규직 RAF 장교였으며 현재 케임브리지에서 "명예 수석 엔지니어 및 기술 컨설턴트"라는 칭호를 받았다. RAF 외부에서 일하려면 특별 허가가 필요했기 때문에 그는 특별 의무 목록에 올라 일주일에 6시간을 넘지 않는 한 설계 작업을 할 수 있었다. 그러나 그는 1년 동안 캠브리지에서 대학원 과정을 계속할 수 있어 터보제트 작업에 시간을 할애할 수 있었다.

### 재정적 어려움
앞서 1월에 회사가 설립되었을 때 런던 임페리얼 칼리지 총장이자 항공 연구 위원회 (ARC) 의장인 헨리 티자드( Henry Tizard )는 항공부의 과학 연구 책임자에게 설계 작성을 요청하도록 촉구했다. 보고서는 다시 한 번 Griffith에 의견을 전달했지만 휘틀의 설계가 잘 진행되는 1937년 3월까지 다시 받지 못했다. 그리피스는 이미 자신의 터빈 엔진 설계를 시작했으며, 아마도 자신의 노력을 더럽히는 것을 피하기 위해 다소 긍정적인 평가를 내놓았다. 그러나 그는 제트 추력의 사용과 같은 일부 기능에 대해 여전히 매우 비판적이었다. ARC의 엔진 소위원회는 Griffith의 보고서를 연구하고 대신 그의 노력에 자금을 지원하기로 결정했다. 공식적인 무관심의 놀라운 표시를 감안할 때 Falk와 Partners는 5,000파운드를 초과하는 자금을 제공할 수 없다고 통지했다.
1937년 12월 Victor Crompton은 휘틀의 조수로 Power Jets의 첫 번째 직원이 되었다. 수행 중인 작업의 위험한 특성 때문에 개발은 1938년 럭비에서 인근 레스터셔의 Lutterworth 에 있는 BTH의 가볍게 사용되는 Ladywood 주조 공장으로 대부분 이전되었다. 재구성된 WU 엔진을 사용한 테스트는 1938년 4월 16일에 시작되어 5월 6일 터빈의 치명적인 고장이 발생할 때까지 계속되었다. 그러나 엔진은 1시간 45분 동안 작동했으며 480 파운드힘 (2,100 N) )의 추력을 생성했다. 13,000rpm에서 . 또 다른 WU 엔진 재건은 1938년 5월 30일에 시작되었지만 10개의 압축기 배출 덕트와 일치시키기 위해 10개의 연소실을 사용했다. 하나의 큰 연소실을 피함으로써 엔진을 더 가볍고 컴팩트하게 만들었다. 테스트는 1938년 10월 26일 이 세 번째 WU에서 시작되었다.
이러한 지연과 자금 부족으로 인해 프로젝트가 느려졌다. 독일에서 Hans von Ohain은 1935년 특허를 신청했으며 1939년에는 Heinkel HeS 3 로 구동되는 세계 최초의 비행 가능한 제트기 인 Heinkel He 178 이 탄생했다. 휘틀의 노력은 항공부가 디자인에 더 큰 관심을 기울였다면 같은 수준이거나 훨씬 더 발전했을 것이라는 데는 의심의 여지가 없다. 1939년 9월 전쟁 이 발발했을 때 Power Jets의 급여는 10명에 불과했고 RAE와 Metropolitan-Vickers에서 Griffith의 작업은 비슷하게 작았다.

### 운세를 바꾸다
1939년 6월 30일, Power Jets는 항공부 직원이 또 한 번 방문했을 때 간신히 불을 켜둘 여유가 없었다. 이번에 휘틀은 세 번째 재구성된 WU를 16,000rpm에서 20분 동안 실행할 수 있었다. 어려움 없이 분. 팀 구성원 중 한 명은 과학 연구 책임자인 David Randall Pye였으며, 그는 프로젝트의 중요성을 완전히 확신하고 시연을 종료했다. 국방부는 WU를 구매한 다음 현금을 주입하여 다시 대출하기로 동의했으며 Power Jets W.1 및 Power Jets W.2 라고 하는 비행 가능한 엔진 버전을 주문했다. 그때까지 국방부는 W.1, 단일 엔진 Gloster E.28/39 비행 테스트를 위한 간단한 항공기에 대해 Gloster Aircraft Company 와 잠정 계약을 체결했다. 

## 이후의 삶
1976년 Dorothy와의 결혼 생활은 파기되었고 그는 American Hazel S. Hall("Tommie")과 결혼했다. 그는 미국으로 이주하여 다음 해에 미국 해군사관학교 ( 메릴랜드주 아나폴리스 )의 NAVAIR 연구교수 자리를 수락했다. 그의 연구는 1978년부터 1979년까지 교수직이 파트타임이 되기 전까지 경계층에 집중되었다. 시간제 포스트를 통해 그는 1981년에 출판된 Gas Turbine aero-thermodynamics: with special reference to air propulsion이라는 교과서를 쓸 수 있었다.
1966년에 Hans von Ohain을 처음 만난 휘틀은 1978년 Wright-Patterson 공군 기지에서 Von Ohain이 항공 추진 연구소의 수석 과학자로 일하고 있는 동안 그를 다시 만났다. 휘틀의 특허를 보고 von Ohain의 엔진이 개발되었다고 믿었기 때문에 처음에는 화가 났지만 결국 von Ohain의 작업이 사실 독립적이라는 것을 확신하게 되었다. 두 사람은 좋은 친구가 되었고 종종 미국을 여행하며 함께 이야기를 나눴다.

## 같이 보기
- 한스 폰 오하인

## 참고 문헌